# Stanocephalosaurus
Stanocephalosaurus (stano~ van het Griekse stenos, wat 'smal' betekent, cephalo~ van het Griekse kephalē, wat 'hoofd' betekent) is een geslacht van uitgestorven temnospondyle Batrachomorpha (basale 'amfibieën') dat leefde van het Vroeg- tot het Midden-Trias. Zijn naam is hoogstwaarschijnlijk afgeleid van zijn lange smalle schedel in vergelijking met andere temnospondylen.
Stanocephalosaurus had een aquatische levensstijl, waarbij sommige soorten in zoutmeren leefden. Er zijn momenteel drie geïdentificeerde soorten, te weten Stanocephalosaurus pronus uit het Midden-Trias van Tanzania, Stanocephalosaurus amenasensis uit het Vroeg-Trias van Algerije en Stanocephalosaurus birdi uit het Midden-Trias van Arizona. Stanocephalosaurus rajareddyi uit het Midden-Trias van centraal India heeft meer bewijs nodig om zijn verwantschap met andere stanocephalosauriërs vast te stellen.
Net als andere temnospondylen was Stanocephalosaurus een aquatische carnivoor. De ontdekking van meerdere soorten op een groot aantal plaatsen bewijst dat Stanocephalosaurus gedurende het Vroeg- tot Midden-Trias overal in Pangea aanwezig was.

## Ontdekkingsgeschiedenis
De vroegst bekende ontdekking van het geslacht was op 9 november 1932 door Roland Thaxter Bird tijdens een motorreis, waar hij een gedeeltelijke schedel vond ten zuidwesten van Winslow, Arizona, in de buurt van de weg naar Pine en Payson langs de rand van een kleine mesa met andere fossiele overblijfselen. Er was geen bot aanwezig, maar de natuurlijke afdruk van de schedel werd later naar Barnum Brown gebracht, een Amerikaanse paleontoloog van het American Museum of Natural History in New York, die het nieuwe geslacht en de typesoort Stanocephalosaurus birdi benoemde waarvan de soortaanduiding Bird eert. De smalle schedel en slanke parasphenoïde, interne nares, evenals interpalatale holten waren sleutelkenmerken bij het identificeren van dit fossiel als een nieuw geslacht. Barnum wilde geen familie aanwijzen zonder een completere schedel of een meer gedefinieerde afdruk. Andere soorten Stanocephalosaurus zijn sindsdien ontdekt in verschillende regio's zoals India, Tanzania en Algerije.

### Soorten
Er zijn momenteel drie bekende soorten Stanocephalosaurus. De soort Stanocephalosaurus rajareddyi wordt verondersteld te behoren tot dit geslacht, maar het onderwerp is nog steeds controversieel.
- Stanocephalosaurus birdi: De vroegst ontdekte soort Stanocephalosaurus, gevonden in het Midden-Trias net buiten Winslow, Arizona. Net als andere stanocephalosauriërs heeft hij een smalle kop, maar een meer stompe snuit dan Stanocephalosaurus amenasensis. Gekenmerkt door smalle achterste neusgaten en een verhoogde verbreding van de pterygoïden en palatijnen. Het holotype is AMNH 3029, een natuurlijk afgietsel van een schedel. De soort werd in 1965 gezien als een Parotosaurus birdi toen Samuel P. Welles het hele geslacht niet erkende.
- Stanocephalosaurus amenasensis: De nieuwste soort, in 2016 benoemd en bij de stad Amenas ontdekt uit het Trias van de Algerijnse Sahara.[3] Diagnostische kenmerken zijn onder meer min of meer driehoekige externe neusgaten met zijranden, kleine oogkassen, naar achteren brede postfrontalia, langwerpige wandbeenderen, holle achterste rand van het schedeldak, eivormige voorste palatinale holtes, naar achteren puntige choanae en ovale interpterygoïde fenestrae. De ontdekking van de soort in een gipslaag suggereert dat het euryhalien was, dus in de kustwateren of zoutmeren leefde. Het holotype is ZAR03.
- Stanocephalosaurus pronus: Uitsluitend bekend van de B9-vindplaats ten westen van Mkongoleko, een Anisische fluviatiele lacustriene moddersteen/zandsteen in de Manda Beds-formatie van Tanzania. Het werd benoemd door Anne A. Howie in 1970.[4] De soortaanduiding betekent 'de naar voren afhangende'. Het holotype is UMZC T.288, een schedel.
- Stanocephalosaurus rajareddyi: momenteel niet-bevestigde soort. Ontdekt in het P-G-bekken van centraal India. Oorspronkelijk werd Parotosuchus rajareddyi door zijn gewervelde fauna en vernauwing van zijn otische inkeping als een lid van de Mastodonsauridae beschouwd, met als combinatio nova Stanocephalosaurus rajareddyi. Tabulaire en postpariëtale zijn naar achteren verlengd en het postorbitale is relatief kleiner dan het postpariëtale. Omdat de meeste fossielen die bij deze soort worden gevonden, verspreide fragmenten zijn, is er echter beter materiaal nodig voordat Stanocephalosaurus rajareddyi met vertrouwen als een nieuwe soort kan worden geclassificeerd.

## Beschrijving

### Schedel
De schedel van Stanocephalosaurus heeft belangrijke kenmerken die kenmerkend zijn voor de Temnospondyli, met als meest opvallende de afgeplatte vorm. De dorsale en ventrale oppervlakken van de Stanocephalosaurus-schedel hebben overal goed geornamenteerde honingraatpatronen. Palatale aanzichten van schedels in dit geslacht vertonen nauwe interpalatinale holtes vanwege hun dunne schedels, evenals gepaarde palatinale slagtanden die afwisselend op het ploegschaarbeen en palatine staan, met de vomerine slagtanden naar achteren gericht. Stanocephalosaurus vertoont een verhoogde verbreding van de pterygoïden en verhemeltebeenderen, evenals smalle achterste neusgaten. Het ploegschaarbeen draagt ook twee vomerine tandrijen: een transversale rij denticula en een longitudinale rij denticula die langs de binnenrand van de choana loopt. De verhemeltebeenderen en ectopterygoïden zijn breder dan bij andere temnospondylen, met uitzondering van andere capitosauriërs. Stanocephalosaurus heeft een lange, driehoekige schedel, die veel langer is dan breed, met een langwerpig preorbitaal gebied dat continu naar voren smaller wordt tot een stompe afgeronde snuit, hoewel dit per soort varieert (Stanocephalosaurus amenasensis heeft veel smallere snuiten dan Stanocephalosaurus birdi). Stanocephalosaurus heeft ten minste honderd rechte en conische tanden op de premaxilla en maxilla gecombineerd, die geleidelijk groter worden naar voren toe.
Bepaalde schedelgebieden die voorheen ontoegankelijk of te slecht bewaard waren gebleven bij Stanocephalosaurus zijn waargenomen met röntgenmicro-CT-scans, waaronder de otische inkeping, delta-groef van het exoccipitale, evenals delen van het arteriële en zenuwstelsel. Er wordt verondersteld dat luchtzakken rond de stijgbeugel van Stanocephalosaurus fungeerden als resonantiekamers, wat betekent dat het lepelvormige binnenoorbot gespecialiseerd was om onder water te horen. Deze eigenschap wordt mogelijk geassocieerd met vroege tetrapode evolutie en kan fungeren als een link naar de evolutie van het trommelvlies bij kikkers.
Vanwege de craniale morfologie van de smalle kop van de Stanocephalosaurus met een langwerpig preorbitaal gebied in vergelijking met andere temnospondylen, zijn de stressniveaus tijdens het bijten iets hoger dan die met een bredere en kortere schedel. De bijtkracht bij de snuitpunt was dus minder.

### Wervels
De wervels van de Stanocephalosaurus zijn rhachitoom, met een wervelboog en een tweedelig centrum dat is verdeeld in een groot, ongepaard wigvormig intercentrum en kleinere gepaarde pleurocentra. In voor- en achteraanzicht is het intercentrum een bovenste halve ring, die de doorlopende notochorda aan de onderzijde en zijkanten omgeeft. De laterale en ventrale oppervlakken van het intercentrum zijn glad, wat erop wijst dat ze doorliepen in kraakbeen gezien het onvoltooide binnenste oppervlak. De posterodorsale rand van het intercentrum vertoont ook een parapofyse voor articulatie met het capitulum, de ribkop, van de ribben.

## Paleobiologie
De levensstijl van Stanocephalosaurus wordt al lang betwist. Historisch gezien zijn ze geclassificeerd als bodembewoners, uit hinderlagen actieve carnivoren. Histologische observaties van Lines of Arrested Growth (LAG's) in de botstructuur van capitosauriërs suggereerden dat ze in semi-aride omgevingen leefden met sterke seizoensgebonden regens, waardoor ze zich moesten aanpassen aan zowel aquatische als terrestrische omgevingen. De ontdekking van Stanocephalosaurus amenasensis bewijst echter dat stanocephalosauriërs een aquatische levensstijl leidden vanwege de huidige dermo-sensorische kanalen.

### Dieet en voeding
Er is niet veel bekend over het voedingspatroon van Stanocephalosaurus, behalve dat het een carnivoor was zoals andere temnospondylen. Vanwege bewijs dat suggereert dat ze beter aangepast waren aan het leven in water, kan worden aangenomen dat hun voeding ook is verschoven naar het eten van waterorganismen. Omdat Stanocephalosaurus zulke grote platte schedels had, kenmerkend voor veel grote temnospondylen, tilden ze hoogstwaarschijnlijk hun hele schedel op om hun mond te openen in plaats van hun kaken te laten zakken. Omdat ze grotendeels in het water leefden, hebben stanocephalosauri mogelijk op prooien onder het wateroppervlak gejaagd en hun massieve kop opgetild om zijn mond wijd te openen om het voedsel naar binnen te zuigen, net als moderne krokodillen. Stanocephalosaurus gebruikte hoogstwaarschijnlijk grote spieren in de nek die aan hun grote schoudergordels waren bevestigd. De kleine tanden die bij het geslacht aanwezig zijn, naast het grote oppervlak voor bevestiging van de nekspieren, kunnen wijzen op zuigvoeding door hun mond snel te openen. Er wordt ook gesuggereerd dat tijdens het droge seizoen, wanneer de sebkha's waarin deze soorten leefden, plassen werden, de volwassenen larven en juveniele individuen in de plassen konden eten, wat wordt aangetoond door het ontbreken van juveniele exemplaren in de gipslagen, waar in het algemeen botten toch zeer goed bewaard zijn gebleven.

### Aquatische aanpassingen
Hoewel er weinig zekerheid is over hoe Stanocephalosaurus ademde, suggereren paleontologen dat hij luchtzakken rond de stijgbeugel had, waarvan werd aangenomen dat ze als resonantiekamers fungeerden, wat betekent dat het binnenoorbeen gerelateerd zou kunnen zijn aan het gehoor onder water. Deze eigenschap wordt mogelijk geassocieerd met de vroege evolutie van tetrapoden. Stanocephalosaurus amenasensis toont een circumorbitaal kanaal dat loopt langs het prefrontale, postorbitale en het jukbeen, en een supranariaal kanaal dat langs de nasale en voorste helft van het prefrontale loopt. Deze dermo-sensorische groeven suggereren een aquatische levensstijl.

## Paleo-omgeving
Door de ontdekking van verschillende soorten op de continenten, kan worden opgemerkt dat Stanocephalosaurus relatief wijdverbreid was in Pangea tijdens het Trias. De ontdekking van Stanocephalosaurus amenasensis in een gipslaag suggereert dat er een evolutie was van een alluviale vlakte onder een sterk seizoensklimaat. Deze soorten bezetten ook sebkha's tijdens deze seizoenswisselingen en bleven daar schijnbaar zelfs terwijl de sebkha's in waterplassen leegliepen. Stanocephalosaurus amenasensis was, net als veel andere temnospondylen, euryhaline, omdat hij in verschillende zoutwaterhabitats kon leven. De gipskorst waarin veel van deze fossielen werden ontdekt, fungeerde als een goed conserveringsmiddel en beschermde de botten tegen atmosferische degradatie. Een dergelijk hoog gipsgehalte suggereert een relatief extreme hypersaline paleo-omgeving .